# Roodhouse (Illinois)
Roodhouse je grad u američkoj saveznoj državi Ilinois. Prema popisu stanovništva iz 2010. u njemu je živjelo 1.814 stanovnika.